# 垂死的高盧人

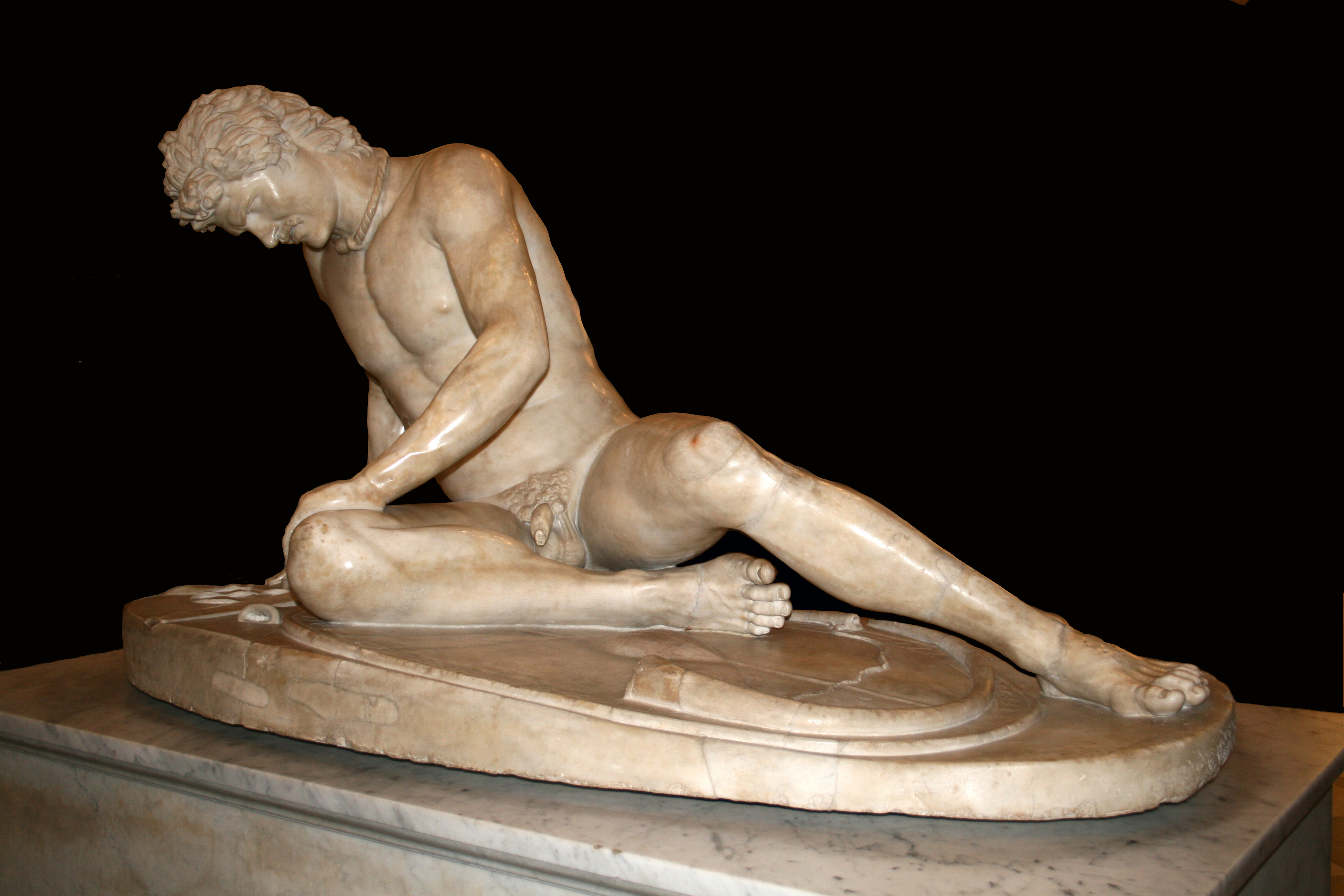
《垂死的高盧人》。為羅馬時期的大理石雕像，它是羅馬人仿造一件前三世紀後期希臘化時代作品。羅馬 卡比托利歐博物館

垂死的高盧人（英語：Dying Gaul），是古羅馬時的大理石雕像。它是羅馬人仿造一件希臘化時代的雕像，原作品已失落並被認為是青銅打造，可能在前230年 - 前220年之間由帕加馬國王阿塔羅斯一世委託某位不知名的藝術家製作，來慶祝國王在擊敗小亞細亞的加拉太高盧人。這位藝術家很可能是厄皮哥努斯（Epigonus），他當時就在帕加馬宮廷。現存這件羅馬複製品的基座是後來人發現之後才添加上。
雕像表現的是一位垂死的加拉太人戰士，作品逼真寫實，尤其是臉部表情，它很可能有上色過。另外，他有著典型的高盧人髮型和鬍子，且全身裸體，脖子上僅戴著高盧式金屬頸環（torque）。戰士坐在他的盾牌上，他的劍和其他物件散落在身旁，他手撐著地，似乎想要站起來再戰，表現出一位不甘屈服的戰士形象。希臘藝術家以反向的心理雕塑出敵人這種形象，宣揚出統治者擊敗高盧人的英勇和偉大。

## 發掘
這件羅馬複製品被認為在十七世紀早期從路德維希別墅（Villa Ludovisi）的地下發掘出來，並在1623年列入羅馬路德維希家族的資產清單中，路德維希別墅建於古代薩盧斯特花園遺跡的位置，當數百年後路德維希別墅興建時，從地下挖出許多古典時代的遺物，其中最著名的就是《路德維希寶座浮雕》。1633年時這件作品置於路德維希家族在蘋丘的格蘭第宮（Palazzo Grande）中，之後在羅馬教宗克勉十二世要求下把雕像給了卡比托利歐博物館。《垂死的高盧人》作為古羅馬時期最知名的作品之一，後來在1797年被拿破崙軍隊依據托楞蒂諾條約（Treaty of Tolentino）移到法國巴黎羅浮宮，與其他義大利作品一同展示，直到1816年才歸還給羅馬，並一直安置於卡比托利歐博物館直到今日。

## 形象

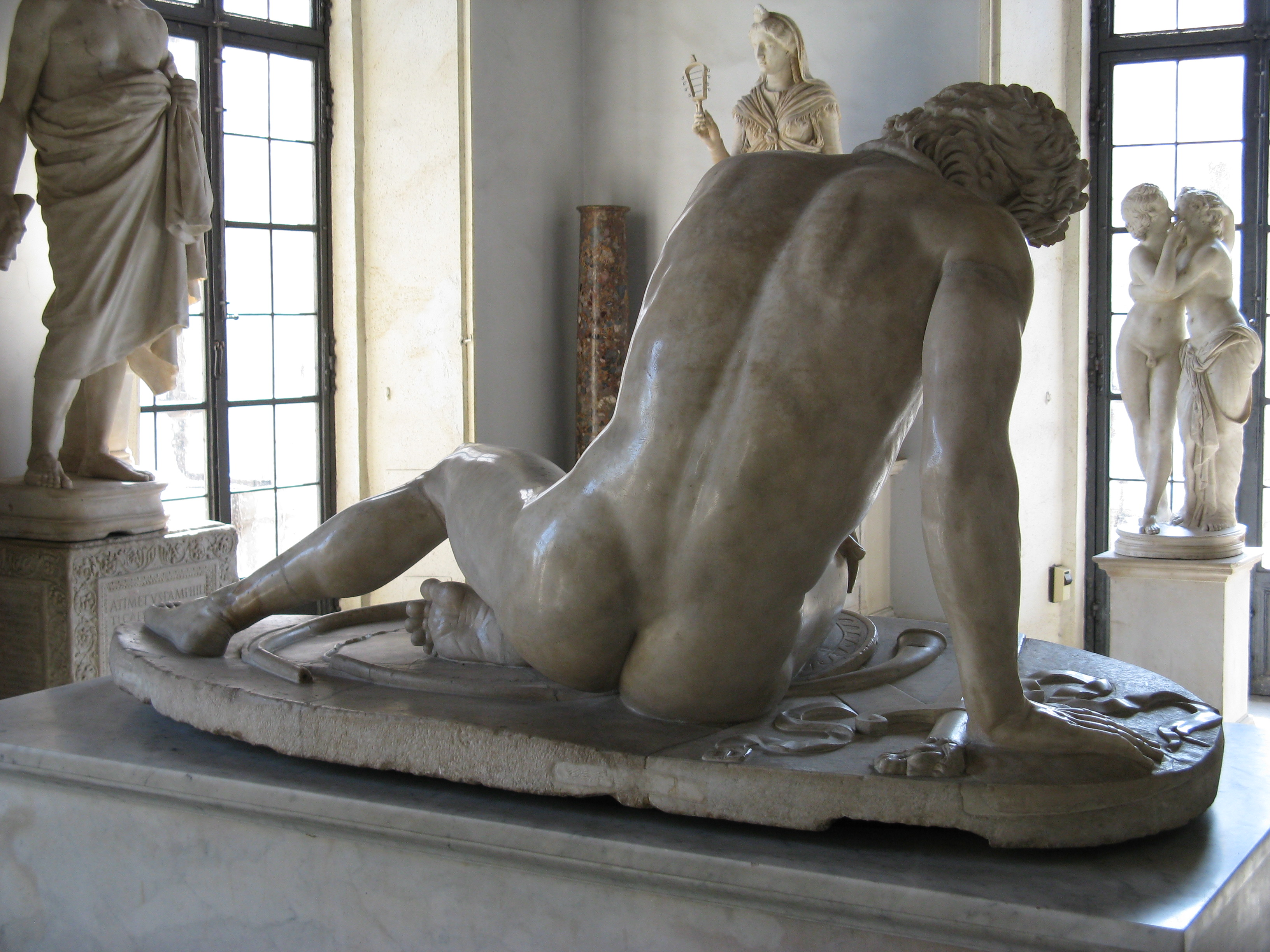
《垂死的高盧人》背面

這座雕像令人想起當時塞爾特人戰敗的情景，也展示擊敗他們的希臘人是那麼強大，除此之外也述說這些戰士的英勇行為值得後人緬懷，並且是個可敬的敵手。雕像也證明古代文獻中有關高盧人作戰方式描述的正確性。古代史料中，西西里的狄奧多羅斯說一些高盧人穿在胸甲戰鬥，而一些人則赤身裸體作戰，他們不需要任何東西防禦."，這些裸體的高盧人利用這種方式表現出自己非常英勇。波利比烏斯描述前225年高盧部落對抗羅馬軍隊的泰拉蒙戰役中，就出現過這種戰士，他如此描述：
|                      | 因蘇布雷人（Insubres）和博伊人（Boii）穿長褲並披著薄披風，但蓋薩塔依人（Gaesatae）他們熱衷榮譽，並睥睨傲視他人，他們脫去所有的衣物，全身裸體站在全軍的第一列，除了武器和盾外他們沒有任何穿任何防具。....當這些全裸戰士一出現，這畫面令人驚嚇，他們所有人體格強壯健美，也在年富力強的年紀。 |
| ——波利比烏斯,II.28 . | |

羅馬史家李維也記錄當時小亞細亞的塞爾特人戰鬥時會裸體，使白色的膚色和流血的傷口形成強烈對比。另外希臘史家哈利卡納蘇斯的戴歐尼修斯則認為這種戰鬥方式很蠢，他說：「我們的敵人裸體作戰，但他們蓄長的頭髮、面目猙獰的表情、碰撞武器所發出的鏗鏘聲，這些倒底能傷害我們什麼?充其量只不過是蠻族虛張聲勢的象徵罷了。」
《垂死的高盧人》特別選用這種高盧人的裸體戰鬥方式，可能是要讓作品塑造出英雄式裸體（heroic nudity）或悲壯式裸體風格，這與描繪希臘戰士所常用的英雄式裸體方式有所不同。作品中一個受傷的高盧戰士坐在地上，他垂著頭，雖然感到傷痛所帶來的疼痛，依然帶著不屈的堅毅神情。他身體向右前方傾斜，右手支撐著地面，左膝彎曲，似乎仍想掙扎地站起來。儘管是希臘人是戰勝方，但作品中的高盧戰士像是一個不甘失敗的英雄，揭示出了戰士垂危時的複雜情緒，更表現出勇敢好勝與強悍不屈的精神。在這件作品中，希臘的雕刻家以一種反向的心理刻劃敵人的勇猛和頑強，很可能是用此說明戰勝這樣的敵人是何等困難，從而表達到宣揚統治者戰功的目的。雕刻家想要表達出來的，可用藝術史學家詹森（H. W. Janson）評論的一句話作總結：「他們（希臘人）知道這些蠻族人怎樣死去的
。」

## 影響

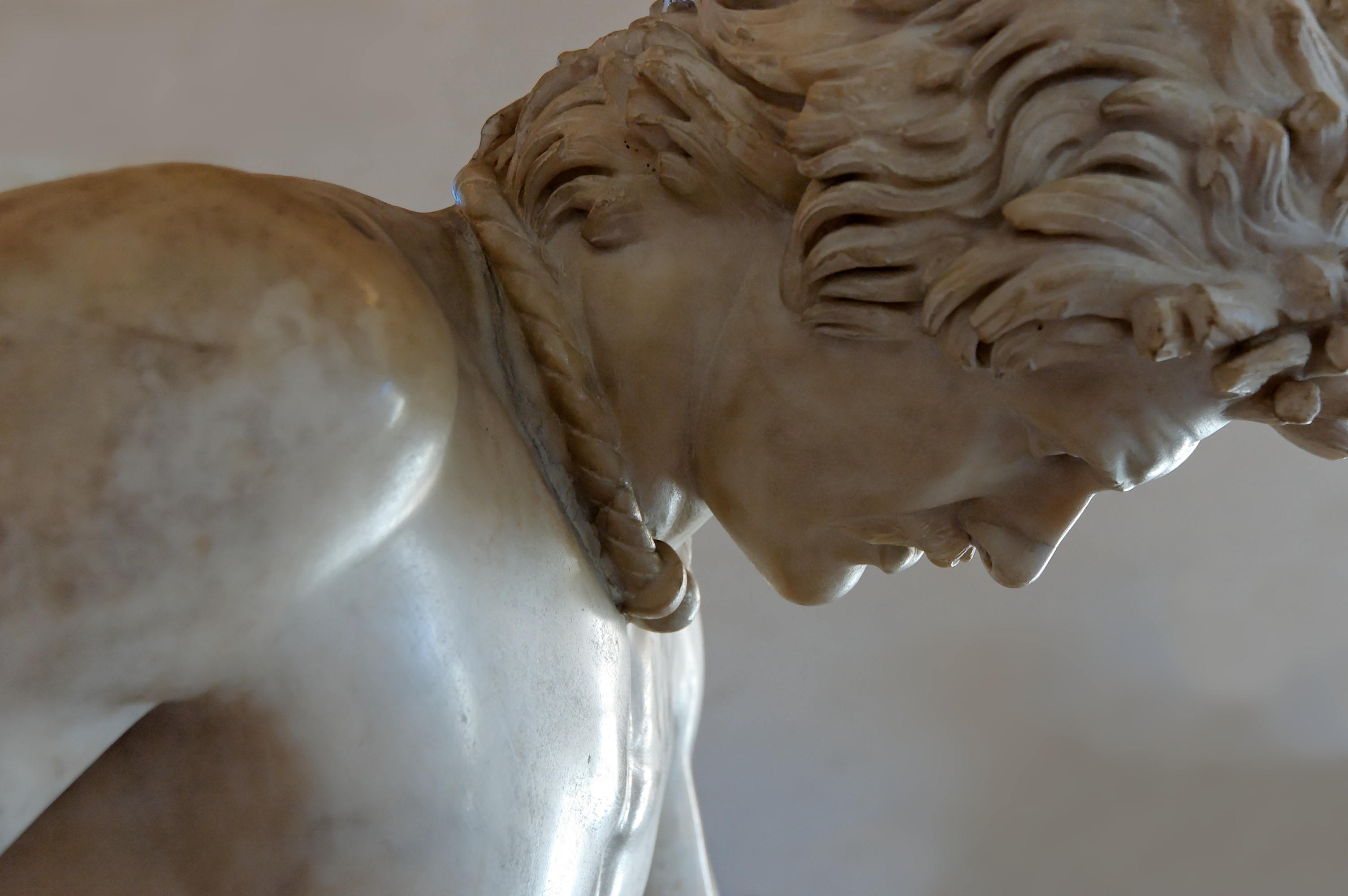
《垂死的高盧人》細部，展示它頸上金屬頸環（torque）

《垂死的高盧人》被視為古典時代現存，且是用來宣揚戰功中最知名作品之一，也被後人們所牢記。後世的藝術家經常複製這件作品，因為它是古典時期展現出強烈情感的人物雕像。有一些跡象顯示這尊作品曾經修復過，在雕像的脖子處似乎有斷裂痕跡，但不清楚是羅馬時期就修復還是十七世紀挖掘出後才修復。
作品因富有高藝術價值且充分塑造出悲壯的氣氛，使它在十七世紀和十八世紀的歐洲知識階級中擁有很高的評價，在當時可說是歐洲年輕人壯旅「必看」的景點。其中，英國詩人喬治·戈登·拜倫就是眾多參觀者之一，恰爾德·哈洛爾德遊記中就有一篇詩文在紀念《垂死的高盧人》。
另外，這尊雕像受到後世各國國王、學院、貴族、資產階級委託雕刻家製作複製品。普通的人也可以購買迷小比例的雕像，作為裝飾品或文鎮。學習藝術的學生們也常以石膏全比例臨摹這尊雕像。另外剛發現的時期，當時人廣泛把這位戰士認為是一位被擊倒的角鬥士，鮮少有人認為是高盧人，因此當時以垂死者、受傷的角鬥士、羅馬的角鬥士和垂死的魚人角鬥士（Murmillo）等之稱呼，另外它也曾經被稱作垂死的喇叭手，因為他身旁散落一地的東西中就有一件是號角。

## 腳註
1. ↑  Wolfgang Helbig, Führer durch die öffenlicher Sammlungen Klassischer altertümer in Rom (Tubingen 1963-71) vol. II, pp 240-42.
2. ↑  《垂死的高盧人》 （页面存档备份，存于）. Virtual Sculpture Gallery. Retrieved on August 08, 2008.
3. ↑  Haskell and Penny 1981:224 provide the history of this sculpture.
4. ↑  Diodorus in Stephen Allen (Author), Wayne Reynolds (Illustrator), Celtic Warrior: 300 BC – AD 100 (Osprey: 25 April 2001), ISBN 1841761435
5. ↑  波利比烏斯, 歷史 II.28
6. ↑  李維, History XXII.46 and XXXVIII.21
7. ↑  哈利卡納蘇斯的戴歐尼修斯, 羅馬史 XIV.9
8. ↑  李賢輝   視覺素養學習網:西方藝術風格之《垂死的高盧人》 （页面存档备份，存于）
9. ↑  H. W. Janson, "History of Art: A survey of the major visual arts from the dawn of history to the present day", p. 141. H. N. Abrams, 1977. ISBN 0133892964
10. ↑  François Perrier, Segmenta nobilium signorum et statuarum que temporis dentem invidium evase (Rome and Paris 1638) plate 91 (noted by Haskell and Penny 225 and note 15).
11. ↑  Kim J. Hartswick, The Gardens of Sallust: a Changing Landscape, p. 107. University of Texas Press, 2004
12. ↑  西班牙國王曾在1660年以石膏模造一件複製品。而Michel Monnier曾為路易十四世打造一件大理石的複製品，這件複製品仍留在凡爾賽宮 (Haskell and Penny 22).
13. ↑  諾森伯蘭公爵就委人複製一尊黑色大理石複製品，安置於羅伯特·亞當（Robert Adam）設計的賽恩宅第（Syon House）入口。另外，複製品也置於許多英格蘭花園中，如威爾頓宅第（Wilton House）等

## 來源
- A Dictionary of Celtic Mythology. James McKillop. Oxford University Press, 1998
- Art in the Hellenistic Age, Pollitt, J. J., 1986
- The Bloomsbury Guide to Art, Ed. Shearer West. Bloomsbury Publishing Ltd, 1996
- Hellenistic Sculpture, Smith, R.R.R. London, 1991
- Taste and the Antique, Haskell, F. and N. Penny. New Haven and London, 1981. Cat. no. 44, pp 224ff.
- The Oxford Companion to Western Art. Ed. Hugh Brigstocke. Oxford University Press, 2001